# Styrelsen for Institutioner og Uddannelsesstøtte
55°42′24.4″N 12°33′12.2″Ø / 55.706778°N 12.553389°Ø
Styrelsen for Institutioner og Uddannelsesstøtte var en institution under Uddannelses- og Forskningsministeriet. Den blev oprettet 1. januar 2017 og nedlagt 1. oktober 2020, da den blev lagt sammen med Styrelsen for Forskning og Uddannelse i den nye Uddannelses- og Forskningsstyrelsen. Styrelsens hovedopgave var at udføre en række opgaver vedrørende styring af de videregående uddannelsesinstitutioner, offentlige forskningsfonde samt innovationsinfrastruktur under Uddannelses- og Forskningsministeriet.

## Udflytning
I forbindelse med udflytningen af statslige arbejdspladser blev styrelsens bevillingsenhed i 2019 flyttet til Svendborg.